# Майкомген
Майкомген (каз. Майкөмген) — аул в Жылыойском районе Атырауской области Казахстана. Административный центр Майкомгенского сельского округа. Находится примерно в 50 км к юго-юго-востоку (SSE) от города Кульсары, административного центра района, на высоте 12 метров ниже уровня моря. Код КАТО — 233645100.

## Население
В 1999 году население аула составляло 1038 человек (525 мужчин и 513 женщин). По данным переписи 2009 года, в ауле проживало 379 человек (210 мужчин и 169 женщин).

## Галерея

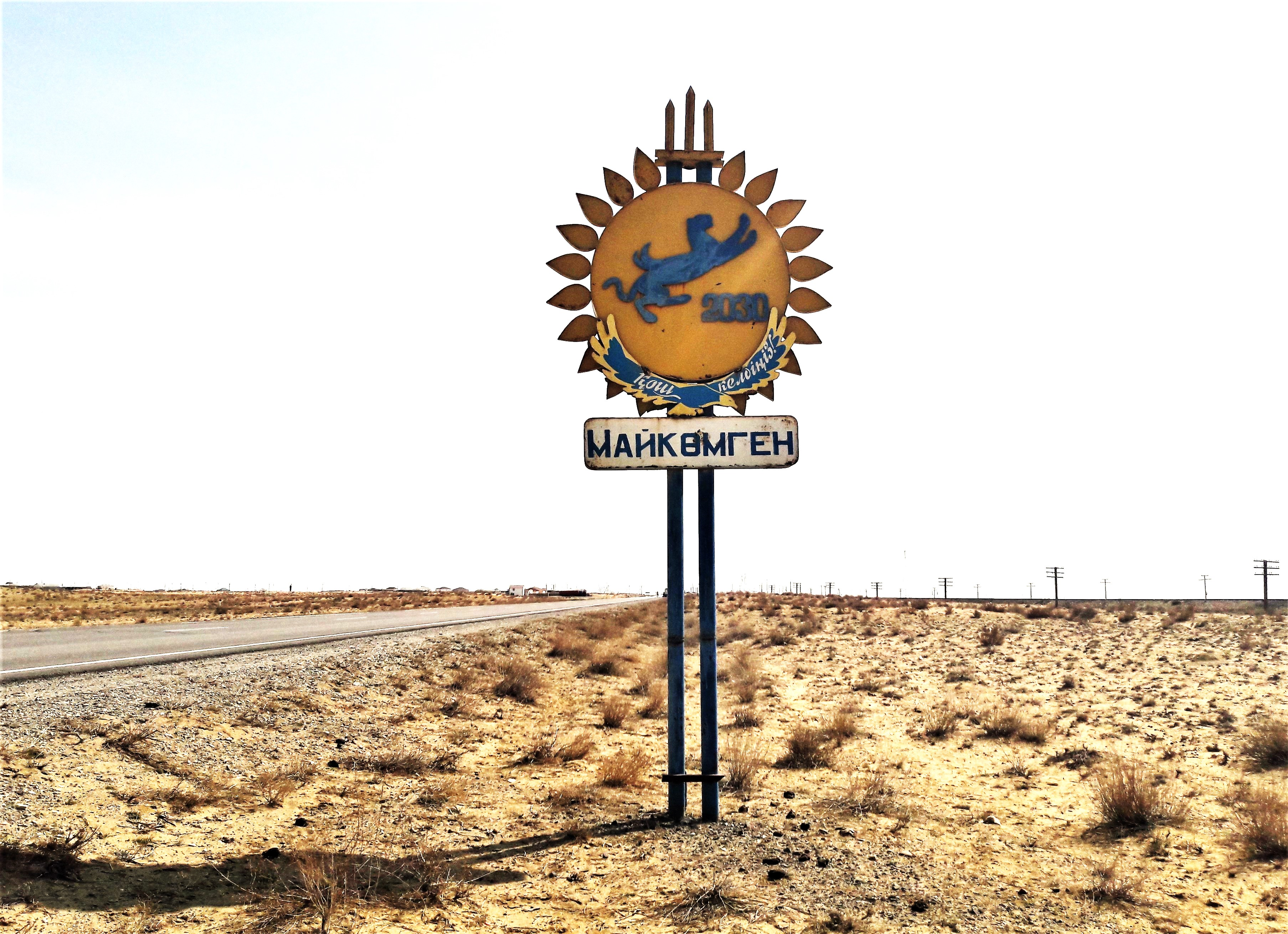
Стела
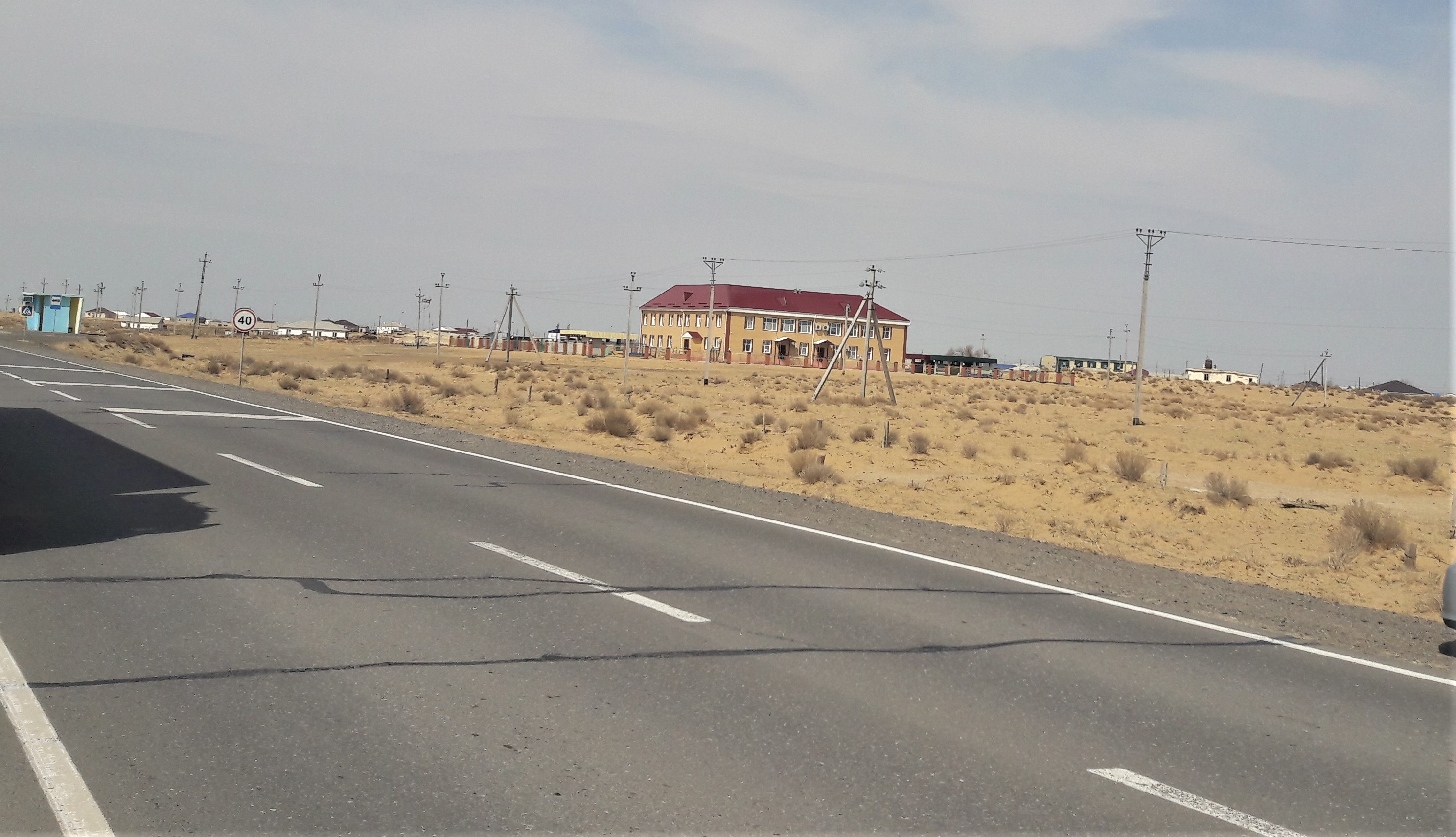
Майкомген